# Кент, Барбара
Барбара Кент (англ. Barbara Kent; 16 декабря 1907 — 13 октября 2011) — канадо-американская актриса, популярная в Голливуде в эпоху немого кино.

## Биография
Барбара Кент, урождённая Клаутман (англ. Cloutman), родилась в небольшой канадской деревне Гэдсбай в провинции Альберта 16 декабря 1907 года. В 1925 году она стала победительницей конкурса Мисс Голливуд, а спустя год началась её кинокарьера с небольшой роли в фильме «Universal Studios» «Взломщики ночи». В кино Барбара себя хорошо показала как комедийная актриса, хотя у неё были и серьёзные драматические роли в таких фильмах как «Плоть и дьявол» (1926), «Современные матери» (1928) и «Вечеринка» (1929).
Она привлекла к себе внимание публики в 1927 году после выхода на экраны фильма «Нечеловеческий закон», в одной из сцен которого она плавала обнажённой. Популярность этого фильма привела к тому, что в том же году Барбара была включена в список WAMPAS Baby Stars. В 1929 году состоялся её успешный переход в звуковое кино. В последующие годы она оставалась популярной, хорошо себя показав в фильмах «Ярмарка тщеславия» (1932) и «Оливер Твист» (1933).
Её карьера в кино прервалась в 1934 году, после того как Барбара вышла замуж за голливудского продюсера Гарри Э. Эдингтона. Спустя год она всё же попыталась вернуться на большой экран, но её роли оказались уже не популярны и в 1935 году она окончательно оставила кино.
После смерти мужа в 1949 году Барбара перестала появляться на публике и вскоре уединилась в пансионате в Сан-Валли, штат Айдахо, отказываясь при этом давать какие-либо интервью. Актриса скончалась 13 октября 2011 года в калифорнийском городе Палм-Дезерт в возрасте 103 лет.